# Andi Zeqiri
Andi Zeqiri (Losanna, 22 giugno 1999) è un calciatore svizzero di etnia albanese d'origine dal Kosovo, attaccante del Genk.

## Caratteristiche tecniche
Centravanti dotato di un buon fisico e con un ottimo tiro mancino, tecnicamente molto bravo, è abile nell'aprire spazi offensivi; per le sue caratteristiche è stato paragonato a Alexander Frei. Nel 2016 è stato inserito nella lista dei migliori sessanta calciatori nati nel 1999 stilata dal The Guardian.

## Carriera

### Club
Cresciuto nel settore giovanile del Losanna, ha esordito con il club svizzero il 22 maggio 2015, nella partita di Challenge League persa 2-1 contro il Le Mont.
Il 31 agosto 2016 viene ceduto in prestito con diritto di riscatto alla Juventus. Nonostante la buona stagione disputata nelle giovanili del club bianconero, al termine della stagione decide di tornare al Losanna, che lo inserisce definitivamente in prima squadra.
Dopo 3 anni in cui ha offerto un buon rendimento a Losanna, il 1º ottobre 2020 viene ceduto a titolo definitivo al Brighton.
Il 30 agosto 2021 viene ceduto in prestito all'Augusta.

### Nazionale
Dopo avere rappresentato tutte le selezioni giovanili svizzere dall'Under-15 all'Under-21, il 19 maggio 2021 riceve la sua prima convocazione in nazionale maggiore venendo inserito nei preconvocati per gli europei. Dodici giorni dopo viene escluso dalla lista definitiva. Il 1º settembre dello stesso anno fa il suo esordio con la selezione crociata in occasione del successo per 2-1 contro la Grecia in amichevole.

## Statistiche

### Presenze e reti nei club
Statistiche aggiornate al 3 aprile 2022.
| Stagione        | Squadra         | Campionato      | Campionato | Campionato | Coppe nazionali | Coppe nazionali | Coppe nazionali | Coppe continentali | Coppe continentali | Coppe continentali | Altre coppe | Altre coppe | Altre coppe | Totale | Totale | Totale |
| Stagione        | Squadra         | Comp            | Pres       | Reti       | Comp            | Pres            | Reti            | Comp               | Pres               | Reti               | Comp        | Pres        | Reti        | Pres   | Reti   |        |
| --------------- | --------------- | --------------- | ---------- | ---------- | --------------- | --------------- | --------------- | ------------------ | ------------------ | ------------------ | ----------- | ----------- | ----------- | ------ | ------ | ------ |
| mag. 2015       | Losanna         | CL              | 3          | 0          | CS              | -               | -               | -                  | -                  | -                  | -           | -           | -           | 3      | 0      |        |
| 2015-2016       | Losanna         | CL              | 14         | 2          | CS              | 2               | 1               | -                  | -                  | -                  | -           | -           | -           | 16     | 3      |        |
| ago. 2016       | Losanna         | SL              | -          | -          | CS              | 1               | 0               | -                  | -                  | -                  | -           | -           | -           | 1      | 0      |        |
| 2017-2018       | Losanna         | SL              | 19         | 2          | CS              | 2               | 0               | -                  | -                  | -                  | -           | -           | -           | 21     | 2      |        |
| 2018-2019       | Losanna         | SL              | 24         | 7          | CS              | 1               | 1               | -                  | -                  | -                  | -           | -           | -           | 25     | 8      |        |
| 2019-2020       | Losanna         | SL              | 33         | 17         | CS              | 4               | 5               | -                  | -                  |                    | -           | -           | -           | 37     | 22     |        |
| set.-ott 2020   | Losanna         | SL              | 1          | 0          | CS              | 1               | 1               | -                  | -                  | -                  | -           | -           | -           | 2      | 1      |        |
| Totale Losanna  | Totale Losanna  | Totale Losanna  | 94         | 28         | -               | 11              | 8               | -                  | -                  | -                  | -           | -           | -           | 105    | 36     |        |
| 2020-2021       | Brighton        | PL              | 9          | 0          | FACup+CdL       | 3+0             | 0+0             | -                  | -                  | -                  | -           | -           | -           | 12     | 0      |        |
| set. 2021       | Brighton        | PL              | 0          | 0          | FACup+CdL       | 0+1             | 0+1             | -                  | -                  | -                  | -           | -           | -           | 1      | 1      |        |
| Totale Brighton | Totale Brighton | Totale Brighton | 9          | 0          |                 | 4               | 1               |                    | -                  | -                  |             | -           | -           | 13     | 1      |        |
| 2021-2022       | Augusta         | BL              | 22         | 2          | CG              | 1               | 0               | -                  | -                  | -                  | -           | -           | -           | 23     | 2      |        |
| 2022-2023       | Basilea         | SL              | 30         | 11         | CS              | 3               | 1               | UECL               | 17                 | 6                  | -           | -           | -           | 50     | 18     |        |
| 2023-2024       | Genk            | PL              | 1          | 1          | CB              | 0               | 0               | UECL               | 1                  | 1                  | -           | -           | -           | 2      | 2      |        |
| Totale carriera | Totale carriera | Totale carriera | 137        | 40         | -               | 18              | 10              | -                  | 18                 | 7                  | -           | -           | -           | 173    | 57     |        |

### Cronologia presenze e reti in nazionale
| Cronologia completa delle presenze e delle reti in nazionale ― Svizzera | Cronologia completa delle presenze e delle reti in nazionale ― Svizzera | Cronologia completa delle presenze e delle reti in nazionale ― Svizzera | Cronologia completa delle presenze e delle reti in nazionale ― Svizzera | Cronologia completa delle presenze e delle reti in nazionale ― Svizzera | Cronologia completa delle presenze e delle reti in nazionale ― Svizzera | Cronologia completa delle presenze e delle reti in nazionale ― Svizzera | Cronologia completa delle presenze e delle reti in nazionale ― Svizzera |
| Data                                                                    | Città                                                                   | In casa                                                                 | Risultato                                                               | Ospiti                                                                  | Competizione                                                            | Reti                                                                    | Note                                                                    |
| ----------------------------------------------------------------------- | ----------------------------------------------------------------------- | ----------------------------------------------------------------------- | ----------------------------------------------------------------------- | ----------------------------------------------------------------------- | ----------------------------------------------------------------------- | ----------------------------------------------------------------------- | ----------------------------------------------------------------------- |
| 1-9-2021                                                                | Basilea                                                                 | Svizzera                                                                | 2 – 1                                                                   | Grecia                                                                  | Amichevole                                                              | -                                                                       | 69’                                                                     |
| 5-9-2021                                                                | Basilea                                                                 | Svizzera                                                                | 0 – 0                                                                   | Italia                                                                  | Qual. Mondiali 2022                                                     | -                                                                       | 85’                                                                     |
| 8-9-2021                                                                | Belfast                                                                 | Irlanda del Nord                                                        | 0 – 0                                                                   | Svizzera                                                                | Qual. Mondiali 2022                                                     | -                                                                       | 77’                                                                     |
| 12-11-2021                                                              | Roma                                                                    | Italia                                                                  | 1 – 1                                                                   | Svizzera                                                                | Qual. Mondiali 2022                                                     | -                                                                       | 86’                                                                     |
| 15-11-2021                                                              | Lucerna                                                                 | Svizzera                                                                | 4 – 0                                                                   | Bulgaria                                                                | Qual. Mondiali 2022                                                     | -                                                                       | 79’                                                                     |
| 26-3-2022                                                               | Londra                                                                  | Inghilterra                                                             | 2 – 1                                                                   | Svizzera                                                                | Amichevole                                                              | -                                                                       | 62’                                                                     |
| 29-3-2022                                                               | Zurigo                                                                  | Svizzera                                                                | 1 – 1                                                                   | Kosovo                                                                  | Amichevole                                                              | -                                                                       | 81’                                                                     |
| 16-6-2023                                                               | Andorra la Vella                                                        | Andorra                                                                 | 1 – 2                                                                   | Svizzera                                                                | Qual. Euro 2024                                                         | -                                                                       | 61’                                                                     |
| 15-10-2023                                                              | San Gallo                                                               | Svizzera                                                                | 3 – 3                                                                   | Bielorussia                                                             | Qual. Euro 2024                                                         | -                                                                       | 62’ 77’                                                                 |
| 15-11-2023                                                              | Felcsút                                                                 | Israele                                                                 | 1 – 1                                                                   | Svizzera                                                                | Qual. Euro 2024                                                         | -                                                                       | 69’ 80’ 90+5’                                                           |
| 21-11-2023                                                              | Bucarest                                                                | Romania                                                                 | 1 – 0                                                                   | Svizzera                                                                | Qual. Euro 2024                                                         | -                                                                       | 81’                                                                     |
| 12-10-2024                                                              | Leskovac                                                                | Serbia                                                                  | 2 – 0                                                                   | Svizzera                                                                | UEFA Nations League 2024-2025 - 1º turno                                | -                                                                       | 70’                                                                     |
| 15-10-2024                                                              | San Gallo                                                               | Svizzera                                                                | 2 – 2                                                                   | Danimarca                                                               | UEFA Nations League 2024-2025 - 1º turno                                | -                                                                       | 81’                                                                     |
| 15-11-2024                                                              | Zurigo                                                                  | Svizzera                                                                | 1 – 1                                                                   | Serbia                                                                  | UEFA Nations League 2024-2025 - 1º turno                                | -                                                                       | 66’                                                                     |
| 18-11-2024                                                              | Santa Cruz de Tenerife                                                  | Spagna                                                                  | 3 – 2                                                                   | Svizzera                                                                | UEFA Nations League 2024-2025 - 1º turno                                | 1                                                                       | 46’                                                                     |
| 21-3-2025                                                               | Belfast                                                                 | Irlanda del Nord                                                        | 1 – 1                                                                   | Svizzera                                                                | Amichevole                                                              | -                                                                       | 59’                                                                     |
| Totale                                                                  |                                                                         | Presenze                                                                | 16                                                                      |                                                                         | Reti                                                                    | 1                                                                       |                                                                         |

## Palmarès

### Club

#### Competizioni nazionali
- Challenge League: 1

Losanna: 2019-2020